# Journal for the Study of Antisemitism

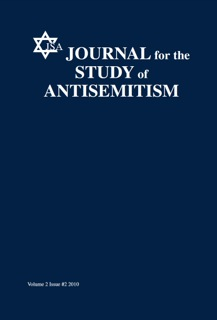
Journal for the Study of Antisemitism

Das Journal for the Study of Antisemitism (JSA) ist eine 2009 gegründete US-amerikanische wissenschaftliche Fachzeitschrift, die sich mit dem Antisemitismus beschäftigt. Sie unterliegt einem Peer-Review und wird zweijährlich herausgegeben. Ein Heft umfasst gewöhnlich fünf bis sechs Artikel, mehrere kürzere Aufsätze sowie einige Rezensionen. Editor in Chief ist der Psychologe Steven K. Baum. Dem Board gehören renommierte Forscher wie Walter Laqueur, Dina Porat, Pierre-André Taguieff und Robert S. Wistrich sowie Publizist Manfred Gerstenfeld an. Das Mitglied des Boards Clemens Heni musste aufgrund eines kontroversen und vielfach kritisierten Artikels über das durch Wolfgang Benz geleitete Berliner Zentrum für Antisemitismusforschung (ZfA) in der ersten Ausgabe 2009  zurücktreten.